# Оскар (78-ма церемонія вручення)
78-ма церемонія вручення премії «Оскар» за заслуги в області кінематографа за 2005 рік відбулася 5 березня 2006 року у театрі «Кодак» (Голлівуд, Лос-Анджелес, Каліфорнія).
Список кандидатів на отримання «Оскара» був оприлюднений 31 січня 2006 року у Театрі Семюела Голдвіна президентом кіноакадемії Сідом Ганісом та володаркою «Оскара» — актрисою Мірою Сорвіно.

## Провідні
Ведучим церемонії став продюсер та телеведучий Джон Стюарт.
Також у нагородженні взяли участь Гіларі Свонк, Джеймі Фокс, Джессіка Альба, Морган Фрімен, Оуен Вілсон, Люк Вілсон.

## Фільми, що отримали кілька номінацій
Лідерами за кількістю номінацій та нагород стали фільми: «Горбата гора» (вісім номінацій, три «Оскара») і «Зіткнення» (шість номінацій, три «Оскара»). Фільм «Добраніч і хай вам щастить» мав шість номінацій, але в жодній з них нагороди не отримав. Картина «Кінг-Конг» виграла три «Оскара» у технічних номінаціях.
| Фільм                                                   | номінації | перемоги |
| ------------------------------------------------------- | --------- | -------- |
| • Горбата гора/Brokeback Mountain                       | 8         | 3        |
| • Зіткнення/Crash                                       | 6         | 3        |
| • Мемуари гейші/Memoirs of a Geisha                     | 6         | 3        |
| • Добраніч і хай вам щастить/Good Night, and Good Luck. | 6         | -        |
| • Капоте/Capote                                         | 5         | 1        |
| • Переступити межу/Walk the Line                        | 5         | 1        |
| • Мюнхен/Munich                                         | 5         | -        |
| • Кінг-Конг/King Kong                                   | 4         | 3        |
| • Відданий садівник/The Constant Gardener               | 4         | 1        |
| • Гордість та упередження/Pride & Prejudice             | 4         | -        |
| • Хроніки Нарнії: Лев, чаклунка та шафа                 | 3         | 1        |
| • Нокдаун/Cinderella Man                                | 3         | -        |
| • Війна світів/War of the Worlds                        | 3         | -        |
| • Метушня і рух/Hustle & Flow                           | 2         | 1        |
| • Сіріана/Syriana                                       | 2         | 1        |
| • Місіс Хендерсон представляє/Mrs Henderson Presents    | 2         | -        |
| • Трансамерика/Transamerica                             | 2         | -        |
| • Північна країна/North Country                         | 2         | -        |
| • Виправдана жорстокість/A History of Violence          | 2         | -        |

## Список лауреатів та номінантів
```
★
Переможці
виділені окремим кольором.
```

### Основні категорії
| Категорії                                                             | Лауреати та номінанти                                                                    | Лауреати та номінанти                                                       | Лауреати та номінанти |
| --------------------------------------------------------------------- | ---------------------------------------------------------------------------------------- | --------------------------------------------------------------------------- | --------------------- |
| Найкращий фільм (нагороди вручав Джек Ніколсон)                       | ★Зіткнення (продюсери: Пол Гаггіс і Кеті Шульман)                                        | ★Зіткнення (продюсери: Пол Гаггіс і Кеті Шульман)                           |                       |
| Найкращий фільм (нагороди вручав Джек Ніколсон)                       | • Горбата гора (продюсери: Діана Оссана та Джеймс Шамус)                                 |                                                                             |                       |
| Найкращий фільм (нагороди вручав Джек Ніколсон)                       | • Капоте (продюсери: Керолайн Барон, Вільям Вінс і Майкл Овговен)                        |                                                                             |                       |
| Найкращий фільм (нагороди вручав Джек Ніколсон)                       | • Добраніч і хай вам щастить (продюсер: Грант Геслов)                                    |                                                                             |                       |
| Найкращий фільм (нагороди вручав Джек Ніколсон)                       | • Мюнхен (продюсери: Кетлін Кеннеді, Стівен Спілберг та Баррі Мендел)                    |                                                                             |                       |
| Найкращий режисер (нагороду вручав Том Генкс)                         | Енг Лі                                                                                   | ★Енг Лі за фільм «Горбата гора»                                             |                       |
| Найкращий режисер (нагороду вручав Том Генкс)                         | Енг Лі                                                                                   | • Беннетт Міллер — «Капоте»                                                 |                       |
| Найкращий режисер (нагороду вручав Том Генкс)                         | Енг Лі                                                                                   | • Пол Гаггіс — «Зіткнення»                                                  |                       |
| Найкращий режисер (нагороду вручав Том Генкс)                         | Енг Лі                                                                                   | • Джордж Клуні — «Добраніч і хай вам щастить»                               |                       |
| Найкращий режисер (нагороду вручав Том Генкс)                         | Енг Лі                                                                                   | • Стівен Спілберг — «Мюнхен»                                                |                       |
| Найкраща чоловіча роль (нагороду вручала Гіларі Свонк)                | Філіп Сеймур Гоффман                                                                     | ★Філіп Сеймур Гоффман — «Капоте» (за роль Трумена Капоте)                   |                       |
| Найкраща чоловіча роль (нагороду вручала Гіларі Свонк)                | Філіп Сеймур Гоффман                                                                     | • Терренс Говард — «Метушня і рух» (за роль ДіДжей)                         |                       |
| Найкраща чоловіча роль (нагороду вручала Гіларі Свонк)                | Філіп Сеймур Гоффман                                                                     | • Гіт Леджер — «Горбата гора» (за роль Енніса Справ Мара)                   |                       |
| Найкраща чоловіча роль (нагороду вручала Гіларі Свонк)                | Філіп Сеймур Гоффман                                                                     | • Хоакін Фенікс — «Переступити межу» (за роль Джонні Р. Кеша)               |                       |
| Найкраща чоловіча роль (нагороду вручала Гіларі Свонк)                | Філіп Сеймур Гоффман                                                                     | • Девід Стретейрн — «Добраніч і хай вам щастить» (за роль Едварда Р. Мероу) |                       |
| Найкраща жіноча роль (нагороду вручав Джеймі Фокс)                    | Різ Візерспун                                                                            | ★Різ Візерспун — «Переступити межу» (за роль Джун Картер Кеш)               |                       |
| Найкраща жіноча роль (нагороду вручав Джеймі Фокс)                    | Різ Візерспун                                                                            | • Джуді Денч — «Місіс Гендерсон представляє» (за роль місіс Лори Гендерсон) |                       |
| Найкраща жіноча роль (нагороду вручав Джеймі Фокс)                    | Різ Візерспун                                                                            | • Фелісіті Гаффман — «Трансамерика» (за роль Сабріни «Брі» Осборн (а))      |                       |
| Найкраща жіноча роль (нагороду вручав Джеймі Фокс)                    | Різ Візерспун                                                                            | • Кіра Найтлі — «Гордість та упередження» (за роль Елізабет Беннет)         |                       |
| Найкраща жіноча роль (нагороду вручав Джеймі Фокс)                    | Різ Візерспун                                                                            | • Шарліз Терон — «Північна країна» (за роль Джозі Еймс)                     |                       |
| Найкраща чоловіча роль другого плану (нагороду вручала Ніколь Кідман) | Джордж Клуні                                                                             | ★Джордж Клуні — «Сіріана» (за роль Боба Барнса)                             |                       |
| Найкраща чоловіча роль другого плану (нагороду вручала Ніколь Кідман) | Джордж Клуні                                                                             | • Метт Діллон — «Зіткнення» (за роль офіцера Джона Райана)                  |                       |
| Найкраща чоловіча роль другого плану (нагороду вручала Ніколь Кідман) | Джордж Клуні                                                                             | • Пол Джіаматті — «Нокдаун» (за роль Джо Гулда)                             |                       |
| Найкраща чоловіча роль другого плану (нагороду вручала Ніколь Кідман) | Джордж Клуні                                                                             | • Джейк Джилленгол — «Горбата гора» (за роль Джека Твіста)                  |                       |
| Найкраща чоловіча роль другого плану (нагороду вручала Ніколь Кідман) | Джордж Клуні                                                                             | • Вільям Герт — «Виправдана жорстокість» (за роль Річі Кьюсака)             |                       |
| Найкраща жіноча роль другого плану (нагороду вручав Морган Фрімен)    | Рейчел Вайс                                                                              | ★Рейчел Вайс — «Відданий садівник» (за роль Теси Куейла)                    |                       |
| Найкраща жіноча роль другого плану (нагороду вручав Морган Фрімен)    | Рейчел Вайс                                                                              | • Емі Адамс — «Червневий жук» (за роль Ешлі Джонстен)                       |                       |
| Найкраща жіноча роль другого плану (нагороду вручав Морган Фрімен)    | Рейчел Вайс                                                                              | • Кетрін Кінер — «Капоте» (за роль Гарпер Лі)                               |                       |
| Найкраща жіноча роль другого плану (нагороду вручав Морган Фрімен)    | Рейчел Вайс                                                                              | • Френсіс Мак-Дорманд — «Північна країна» (за роль Глорі Додж)              |                       |
| Найкраща жіноча роль другого плану (нагороду вручав Морган Фрімен)    | Рейчел Вайс                                                                              | • Мішель Вільямс — «Горбата гора» (за роль Альми Бірс Дел Мар)              |                       |
| Найкращий оригінальний сценарій                                       | Пол Гаґґіс                                                                               | ★Пол Гаґґіс та Роберт Мореско — «Зіткнення»                                 |                       |
| Найкращий оригінальний сценарій                                       | Пол Гаґґіс                                                                               | • Джордж Клуні та Грант Геслов — «Добраніч і хай вам щастить»               |                       |
| Найкращий оригінальний сценарій                                       | Пол Гаґґіс                                                                               | • Вуді Аллен — «Матч-пойнт»                                                 |                       |
| Найкращий оригінальний сценарій                                       | Пол Гаґґіс                                                                               | • Ной Баумбах — «Кальмар та кит»                                            |                       |
| Найкращий оригінальний сценарій                                       | Пол Гаґґіс                                                                               | • Стівен Гаан — «Сіріана»                                                   |                       |
| Найкращий адаптований сценарій                                        | ★Ларрі Макмерті та Діана Оссана — «Горбата гора»                                         | ★Ларрі Макмерті та Діана Оссана — «Горбата гора»                            |                       |
| Найкращий адаптований сценарій                                        | • Ден Футтерман — «Капоте»                                                               |                                                                             |                       |
| Найкращий адаптований сценарій                                        | • Джеффрі Кейн — «Відданий садівник»                                                     |                                                                             |                       |
| Найкращий адаптований сценарій                                        | • Джош Олсон — «Виправдана жорстокість»                                                  |                                                                             |                       |
| Найкращий адаптований сценарій                                        | • Тоні Кушнер та Ерік Рот — «Мюнхен»                                                     |                                                                             |                       |
| Найкращий анімаційний повнометражний фільм                            | ★Воллес і Громіт: Прокляття кролика-перевертня (Нік Парк і Стів Бокс)                    | ★Воллес і Громіт: Прокляття кролика-перевертня (Нік Парк і Стів Бокс)       |                       |
| Найкращий анімаційний повнометражний фільм                            | • Мандрівний замок Хаула/ハウルの動く城 (Міядзакі Хаяо)                                  |                                                                             |                       |
| Найкращий анімаційний повнометражний фільм                            | • Труп нареченої/Corpse Bride (Майк Джонсон і Тім Бертон)                                |                                                                             |                       |
| Найкращий фільм іноземною мовою                                       | ★Цоці/Tsotsi (ПАР) режисер: Гевін Гуд                                                    | ★Цоці/Tsotsi (ПАР) режисер: Гевін Гуд                                       |                       |
| Найкращий фільм іноземною мовою                                       | • Звір у серце (Італія) реж. Христина Коменчіні                                          |                                                                             |                       |
| Найкращий фільм іноземною мовою                                       | • Щасливого Різдва/Joyeux Noël (Франція) реж. Крістіан Каріон                            |                                                                             |                       |
| Найкращий фільм іноземною мовою                                       | • Рай сьогодні/الجنة الآن (Палестинська автономія) реж. Гані Абу-Ассад                   |                                                                             |                       |
| Найкращий фільм іноземною мовою                                       | • Софі Шолль — останні дні/Sophie Scholl-Die letzten Tage (Німеччина) реж. Марк Ротемунд |                                                                             |                       |

### Інші категорії
| Категорії                                                       | Лауреати та номінанти | Лауреати та номінанти |
| --------------------------------------------------------------- | --- | --- |
| Найкраща музика                                                 | Густаво Сантаолалья | ★Густаво Сантаолалья — «Горбата гора»                                                                                            |
| Найкраща музика                                                 | Густаво Сантаолалья | • Альберто Іглесіас — «Відданий садівник»                                                                                        |
| Найкраща музика                                                 | Густаво Сантаолалья | • Джон Вільямс — «Мемуари гейші»                                                                                                 |
| Найкраща музика                                                 | Густаво Сантаолалья | • Джон Вільямс — «Мюнхен» |
| Найкраща музика                                                 | Густаво Сантаолалья | • Даріо Маріанеллі — «Гордість та упередження»                                                                                   |
| Найкраща пісня до фільму                                        | ★It's Hard Out Here for a Pimp — «Метушня і рух» — музика та слова: Джордан Г'юстон, Седрік Коулмен і Пол Борежар                | ★It's Hard Out Here for a Pimp — «Метушня і рух» — музика та слова: Джордан Г'юстон, Седрік Коулмен і Пол Борежар                |
| Найкраща пісня до фільму                                        | • In the Deep — «Зіткнення» — музика та слова: Кетлін Йорк, музика:Майкл Бекер                                                   | |
| Найкраща пісня до фільму                                        | • Travelin' Thru — «Трансамерика» — музика та слова: Доллі Партон                                                                | |
| Найкращий монтаж                                                | ★Гьюз Вінборн — «Зіткнення» | ★Гьюз Вінборн — «Зіткнення» |
| Найкращий монтаж                                                | • Майк Гілл і Деніел П. Генлі — «Нокдаун»                                                                                        | |
| Найкращий монтаж                                                | • Клер Сімпсон — «Відданий садівник»                                                                                             | |
| Найкращий монтаж                                                | • Майкл Кан — «Мюнхен» | |
| Найкращий монтаж                                                | • Майкл Маккаскер — «Переступити межу»                                                                                           | |
| Найкраща операторська робота                                    | ★Діон Бібі — «Мемуари гейші» | ★Діон Бібі — «Мемуари гейші» |
| Найкраща операторська робота                                    | • Воллі Пфістер — «Бетмен: Початок»                                                                                              | |
| Найкраща операторська робота                                    | • Родріго Прієто — «Горбата гора»                                                                                                | |
| Найкраща операторська робота                                    | • Роберт Елсвіт — «Доброї ночі і удачі»                                                                                          | |
| Найкраща операторська робота                                    | • Еммануель Любецький — «Новий Світ»                                                                                             | |
| Найкраща робота художника-постановника, художника по декораціях | ★Джон Мир (постановник) , Гретчен Рау (декоратор) — «Мемуари гейші»                                                              | ★Джон Мир (постановник) , Гретчен Рау (декоратор) — «Мемуари гейші»                                                              |
| Найкраща робота художника-постановника, художника по декораціях | • Джеймс Д. Бісселл (постановник) , Жан Паскаль (декоратор) — «Добраніч і хай вам щастить»                                       | |
| Найкраща робота художника-постановника, художника по декораціях | • Стюарт Крейг (постановник) , Стефані Макміллан (декоратор) — «Гаррі Поттер та Кубок вогню»                                     | |
| Найкраща робота художника-постановника, художника по декораціях | • Грант Мейджор (постановник) , Ден Хенна, Саймон Брайт (декоратори) — «Кінг-Конг»                                               | |
| Найкраща робота художника-постановника, художника по декораціях | • Сара Грінвуд (постановник) , Кеті Спенсер (декоратор) — «Гордість та упередження»                                              | |
| Найкращий дизайн костюмів                                       | ★Коллін Етвуд — «Мемуари гейші»                                                                                                  | ★Коллін Етвуд — «Мемуари гейші»                                                                                                  |
| Найкращий дизайн костюмів                                       | • Габріелла Пескуччі — «Чарлі та шоколадна фабрика»                                                                              | |
| Найкращий дизайн костюмів                                       | • Сенді Пауелл — «Місіс Гендерсон представляє»                                                                                   | |
| Найкращий дизайн костюмів                                       | • Жаклін Дюрран — «Гордість та упередження»                                                                                      | |
| Найкращий дизайн костюмів                                       | • Еріанн Філліпс — «Переступити межу»                                                                                            | |
| Найкращий звук                                                  | ★Крістофер Бойс, Майкл Семанік, Майкл Хеджес, Хеммонд Пік — «Кінг-Конг»                                                          | ★Крістофер Бойс, Майкл Семанік, Майкл Хеджес, Хеммонд Пік — «Кінг-Конг»                                                          |
| Найкращий звук                                                  | • Террі Портер, Дін А. Зупанчіч, Тоні Джонсон — «Хроніки Нарнії: Лев, чаклунка та шафа»                                          | |
| Найкращий звук                                                  | • Кевін О'Коннелл, Грег П. Расселл, Рік Клайн, Джон Прітчетт — «Мемуари гейші»                                                   | |
| Найкращий звук                                                  | • Пол Мессі, Даг Гемфілл, Пітер Ф. Курланд — «Переступити межу»                                                                  | |
| Найкращий звук                                                  | • Енді Нельсон, Анна Бельмер, Рон Джадкінс — «Війна світів»                                                                      | |
| Найкращий звуковий монтаж                                       | ★Майк Гопкінс, Ітан Ван дер Рін — «Кінг-Конг»                                                                                    | ★Майк Гопкінс, Ітан Ван дер Рін — «Кінг-Конг»                                                                                    |
| Найкращий звуковий монтаж                                       | • Уайлі Стейтман — «Мемуари гейші»                                                                                               | |
| Найкращий звуковий монтаж                                       | • Річард Кінг — «Війна світів»                                                                                                   | |
| Найкращі візуальні ефекти                                       | ★Джо Леттері, Брайан Ван'т Хул, Крістіан Ріверс та Річард Тейлор — «Кінг-Конг»                                                   | ★Джо Леттері, Брайан Ван'т Хул, Крістіан Ріверс та Річард Тейлор — «Кінг-Конг»                                                   |
| Найкращі візуальні ефекти                                       | • Дін Райт, Білл Вестенхофер, Джим Берні та Скотт Фаррар — «Хроніки Нарнії: Лев, чаклунка та шафа»                               | |
| Найкращі візуальні ефекти                                       | • Денніс Мюрен, Пабло Гелман, Ренді Дутра та Деніел Судика — «Війна світів»                                                      | |
| найкращий грим                                                  | ★Говард Бергер, Тамі Лейн — «Хроніки Нарнії: Лев, чаклунка та шафа»                                                              | ★Говард Бергер, Тамі Лейн — «Хроніки Нарнії: Лев, чаклунка та шафа»                                                              |
| найкращий грим                                                  | • Девід ЛеРой Андерсон, Ленс Андерсон — «Нокдаун»                                                                                | |
| найкращий грим                                                  | • Дейв Елсі, Ніккі Гулі — «Зоряні війни. Епізод III: Помста ситхів»                                                              | |
| Найкращий документальний повнометражний фільм                   | ★Птахи 2: Подорож на край світу/La Marche de l'empereur (Люк Жаке та Ів Дарондо)                                                 | ★Птахи 2: Подорож на край світу/La Marche de l'empereur (Люк Жаке та Ів Дарондо)                                                 |
| Найкращий документальний повнометражний фільм                   | • Кошмар Дарвіна/Darwin's Nightmare (Губерт Савпер)                                                                              | |
| Найкращий документальний повнометражний фільм                   | • Enron. Найкращі тямущі хлопці в цій кімнаті/Enron: The Smartest Guys in the Room (Алекс Гібні та Джейсон Кліот)                | |
| Найкращий документальний повнометражний фільм                   | • Убивча гра/Murderball (Генрі Алекс Рубін і Дана Адам Шапіро)                                                                   | |
| Найкращий документальний повнометражний фільм                   | • Вулична битва/Street Fight (Маршалл Керрі)                                                                                     | |
| Найкращий документальний короткометражний фільм                 | ★Звуки тріумфу: Золотий вік Нормана Корвіна/ A Note of Triumph: The Golden Age of Norman Corwin (Коріна Мерріан і Ерік Симонсон) | ★Звуки тріумфу: Золотий вік Нормана Корвіна/ A Note of Triumph: The Golden Age of Norman Corwin (Коріна Мерріан і Ерік Симонсон) |
| Найкращий документальний короткометражний фільм                 | • Смерть Кевіна Картера/The Death of Kevin Carter: Casualty of the Bang Bang Club (Ден Краусс)                                   | |
| Найкращий документальний короткометражний фільм                 | • Бог спить у Руанді/God Sleeps in Rwanda (Кімберлі Акуаро та Стейсі Шерман)                                                     | |
| Найкращий документальний короткометражний фільм                 | • Грибний клуб/The Mushroom Club (Стівен Оказаки)                                                                                | |
| Найкращий ігровий короткометражний фільм                        | ★Шестизарядник/Six Shooter (Мартін Макдонах)                                                                                     | ★Шестизарядник/Six Shooter (Мартін Макдонах)                                                                                     |
| Найкращий ігровий короткометражний фільм                        | • Беглянка/Der Ausreißer (Ульріке Гроте)                                                                                         | |
| Найкращий ігровий короткометражний фільм                        | • Повернення/Cashback (Шон Елліс та Оленці Босейджер)                                                                            | |
| Найкращий ігровий короткометражний фільм                        | • Остання ферма/Síðasti bærinn (Рунар Рунарссон і Тор Сігуенссон)                                                                | |
| Найкращий ігровий короткометражний фільм                        | • Наш час минув/Our Time is Up (Роб Перлштейн і Піа Клементе)                                                                    | |
| Найкращий анімаційний короткометражний фільм                    | ★Місяць і син/The Moon and the Son: An Imagined Conversation (John Canemaker та Пеггі Штерн)                                     | ★Місяць і син/The Moon and the Son: An Imagined Conversation (John Canemaker та Пеггі Штерн)                                     |
| Найкращий анімаційний короткометражний фільм                    | • Тільки не спить борсук/Badgered (Шарон Колман)                                                                                 | |
| Найкращий анімаційний короткометражний фільм                    | • Загадкові географічні дослідження Джаспера Морелло/The Mysterious Geographic Explorations of Jasper Morello (Ентоні Лукас)     | |
| Найкращий анімаційний короткометражний фільм                    | • 9 (Дев'ять)/9 (Шейн Екер) | |
| Найкращий анімаційний короткометражний фільм                    | • Людина-оркестр/One Man Band (Ендрю Хименез і Марк Ендрюс)                                                                      | |

### Спеціальна нагорода
| Нагорода                                                     | Лауреат                                                                  |
| ------------------------------------------------------------ | ------------------------------------------------------------------------ |
| Премія за видатні заслуги в кінематографі (Почесний «Оскар») | ★Альтман Роберт — за видатний внесок у розвиток світового кінематографа. |